# Зони деформації

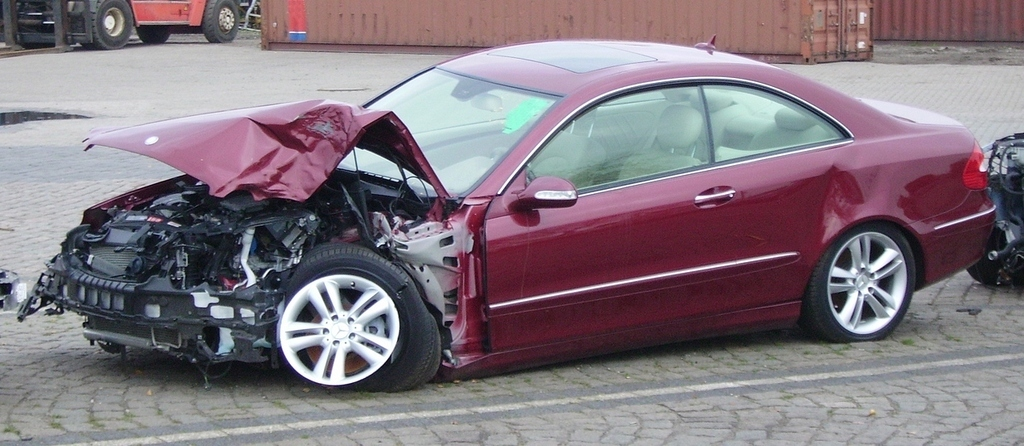
Пошкоджені в результаті аварії зони деформації і збережене пасажирське відділення

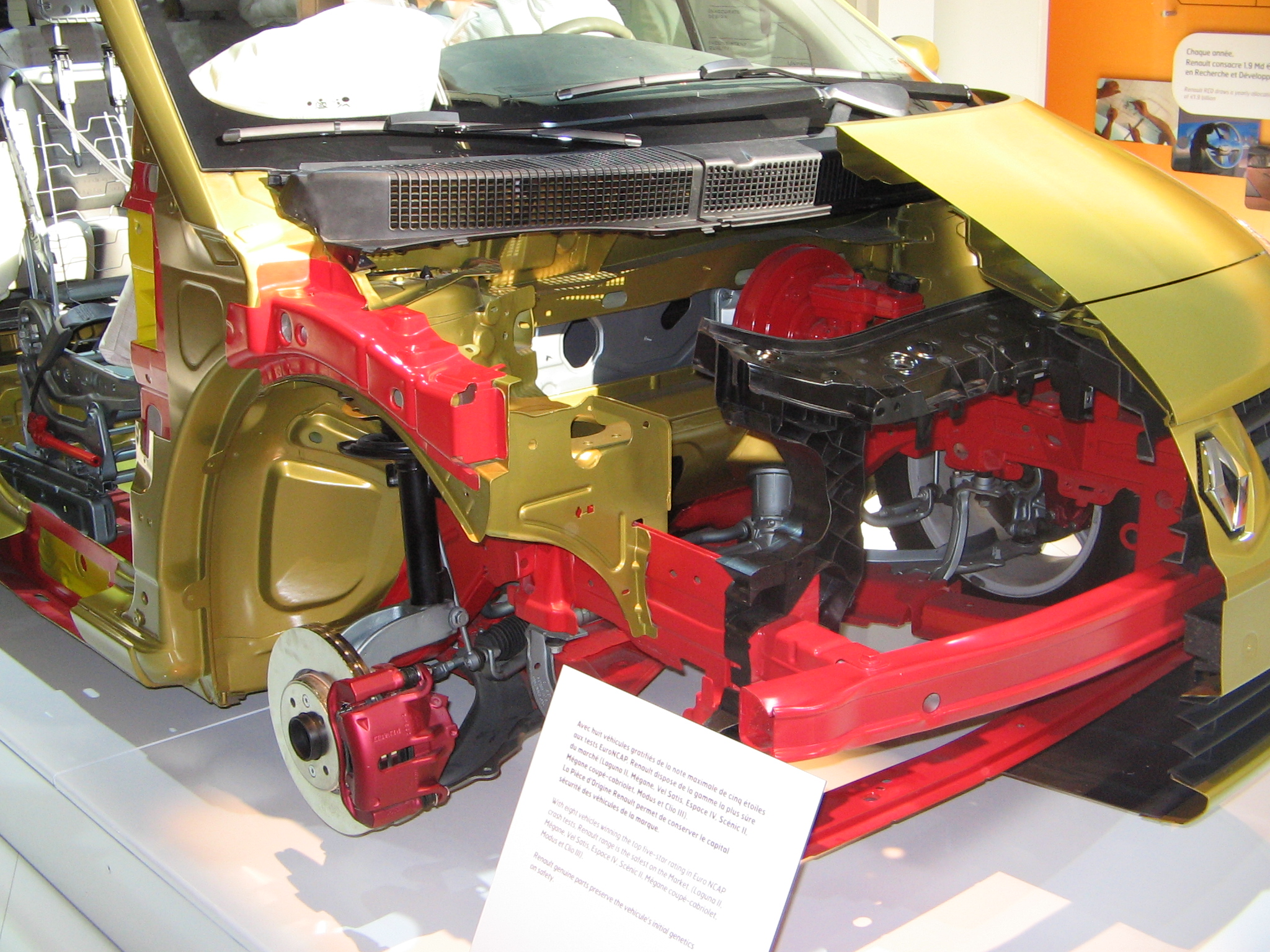
Енергопоглинальні елементи шасі автомобіля Renault Scénic

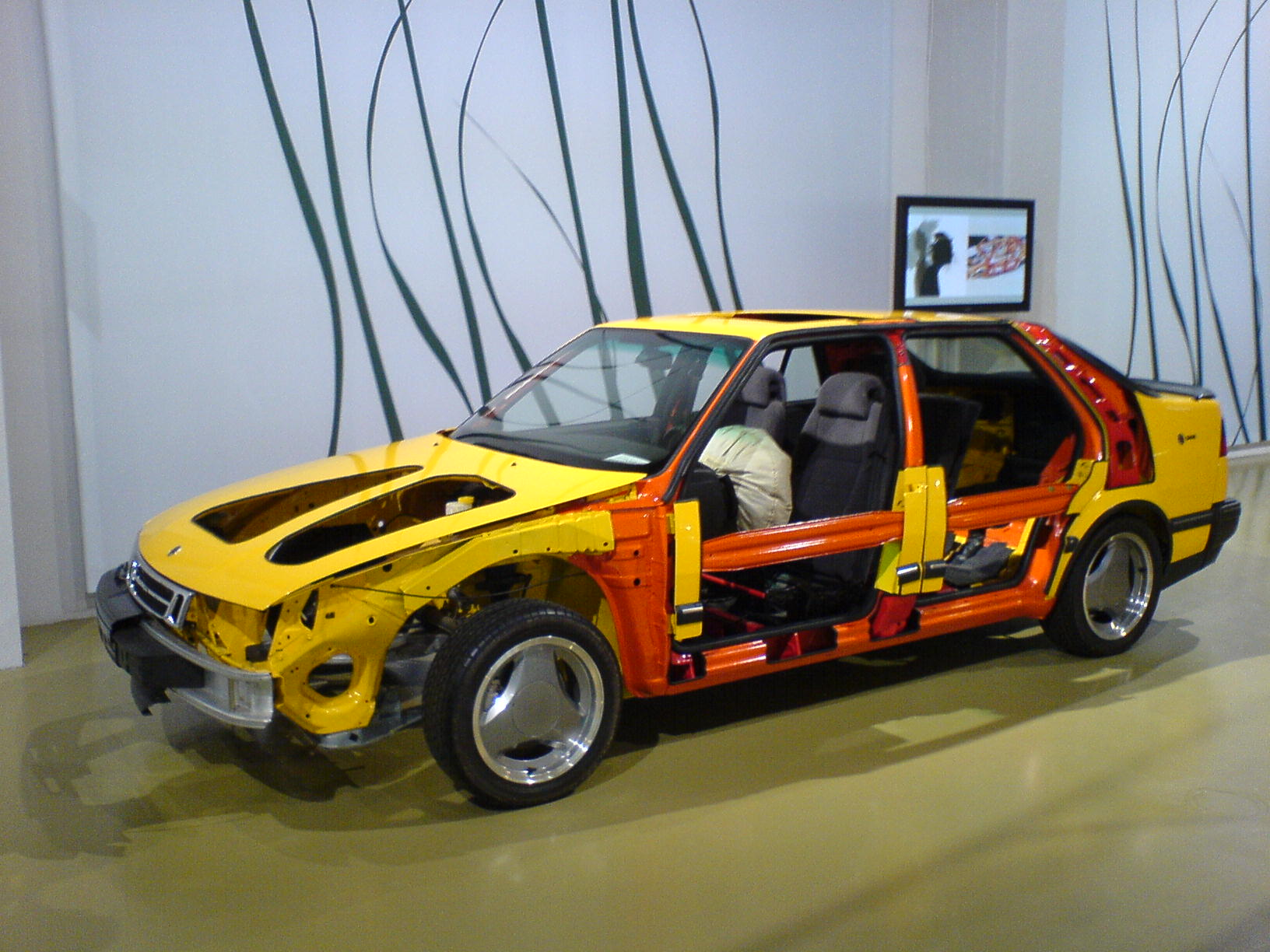
Розрізи для демонстрації різних зон деформування автомобіля Saab 9000. Зона безпеки виконана із жорсткіших елементів (червоний колір) у порівнянні із зоною деформації (жовтий колір)

Зо́ни деформа́ції або зо́ни контрольо́ваної деформа́ції  (англ. crumple zone або англ. crush space) — це спеціальні частини кузова автомобіля, що поглинають енергію, яка виникає в результаті зіткнення. Це дозволяє захистити пасажирів від різкого впливу сили удару. Такі елементи входять до складу системи пасивної безпеки автомобіля. Останнім часом аналогічною системою почали оснащувати залізничні вагони.

## Основні положення
За рахунок утворення зон деформації кузова, каркас автомобіля (зона безпеки) під час аварії зазнає менших ушкоджень. Також вони знижують силу інерції, яка впливає на пасажирів під час удару. Це відбувається за рахунок збільшення тривалості сповільнення автомобіля при ударі. Як результат пасажир, який використовує ремені безпеки, відчуває менше навантаження, що в свою чергу збільшує шанси на виживання при аварії.
Якщо автомобіль рухається зі швидкістю v=36 км/год (10 м/с) у результаті удару у нерухому перешкоду гасить усю свою швидкість на ділянці деформування довжиною s=25 см, то тривалість такого удару буде становити:
{\displaystyle t=2\cdot {s \over v}=2\cdot {0,25 \over 10}=0,05c,}
а людина, що перебуває в автомобілі зазнає перевантаження
{\displaystyle a={v^{2} \over 2\cdot s}} {\displaystyle ={(10)^{2} \over 2\cdot 0,25}=200\approx 20\cdot {\mathcal {G}}}
де {\displaystyle {\mathcal {G}}} — прискорення вільного падіння.
Автомобіль, який матиме у два рази довшу зону деформації при цій же швидкості буде зминати цю зону у два рази довше, створюючи для пасажирів перевантаження величиною {\displaystyle \approx 10*{\mathcal {G}}}.
Це перевантаження триває частки секунди — а точніше, як результат із записаних вище рівнянь — від декількох до кільканадцяти сотих секунди.

## Історична довідка
На попередніх етапах розвитку моторизації аж до 1950-х років не приділялась увага поведінці автомобіля під час аварії. Автомобілі виготовлялись на жорсткій рамі без спеціальних зон деформування. Такі конструкції мали надлишкову міцність передка і занадто ослаблену зону розташування пасажирів. Засоби безпеки автомобіля при ударах у разі зіткнення, зазвичай, обмежувалася бампером, роль якого була не так, щоб підвищити рівень безпеки, а скоріше, щоб захистити кузов автомобіля від ушкоджень, при невеликих зіткненнях. Безпека пасажирів та інших учасників дорожнього руху була справою другорядною у порівнянні із досяжною швидкістю руху чи зручністю для пасажира (характерне для США) чи ціною виготовлення та експлуатації (характерне для країн Європи).
Одна з перших концепцій зон деформації була запроваджена компанією Mercedes-Benz на початку 1950-х років. Перші дослідні роботи проводились на автомобілі Mercedes-Benz W120 «Ponton», а першим автомобілем в історії автомобілебудування в конструкцію якого були закладені принципи пасивної безпеки став Mercedes-Benz W111, що появився на ринку у 1959 році.
Основоположником концепції комплексної пасивної безпеки, основи розуміння якої були викладені в патенті, виданому у 1952 році за номером 854157 був конструктор компанії Mercedes-Benz Бела Барені. Завдяки його винаходу з'явилось поняття «зона деформації». Барені запропонував будувати автомобіль з трьох послідовно розташованих в плані зон, в середині «зона безпеки» — у конструктивному виконанні це жорсткий каркас або капсула покликана забезпечити геометричну цілісність і недопущення проникнення в салон сторонніх елементів конструкції автомобіля. Спереду і ззаду зони безпеки розташовуються зони деформації які окрім характерних для них конструктивних властивостей наділяються ще функцією поглинання (розсіювання) кінетичної енергії удару від зіткнення шляхом деформування спеціально з урахуванням цього сконструйованих силових елементів конструкції кузова.

## Конструктивні особливості
Сучасні автомобілі у процесі проектування піддаються ударним випробуванням (краш-тестам від англ. crash test) з метою доведення до оптимального значення поглинутої енергії та величини зминання при ударі спереду (при лобових зіткненнях), ззаду (при ударах ззаду) та бокових ударах. Надмірно слабка зона деформації не зможе поглинути усієї механічної енергії і після зминання деформуватись буде зона безпеки, занадто міцна спричинить ще до свого повного зминання деформацію зони безпеки (каркаса салону). Принципи конструювання кузовів автомобілів вимагають також, щоб у результаті зминання зони деформації її елементи не проникали у зону безпеки (елементи кермувальної системи, системи керування муфтою зчеплення тощо). Для авто із переднім розташуванням двигуна для підвищення безпеки використовується відповідне підсилення та нахилена зміцнена плита між кабіною і моторним відсіком, що спрямовує втискання двигуна під кабіну, щоб захистити ноги водія та переднього пасажира.
Основна конструкція зон зминання базується на використанні лонжеронів з гофрованими зонами та отворами по периметру. Згідно з дослідженнями British Motor Insurance Repair Research Centre пошкодження під час аварій розподіляються таким чином: 65% на передню частину, 25% на задню частину, 5% на лівий бік і 5% на правий бік.
Наприклад, зона зминання в автомобіля Volvo S40 становить 62 см, а у моделі S80 навіть 69 см (в умовах стандартних краш-тестів).

## Функції

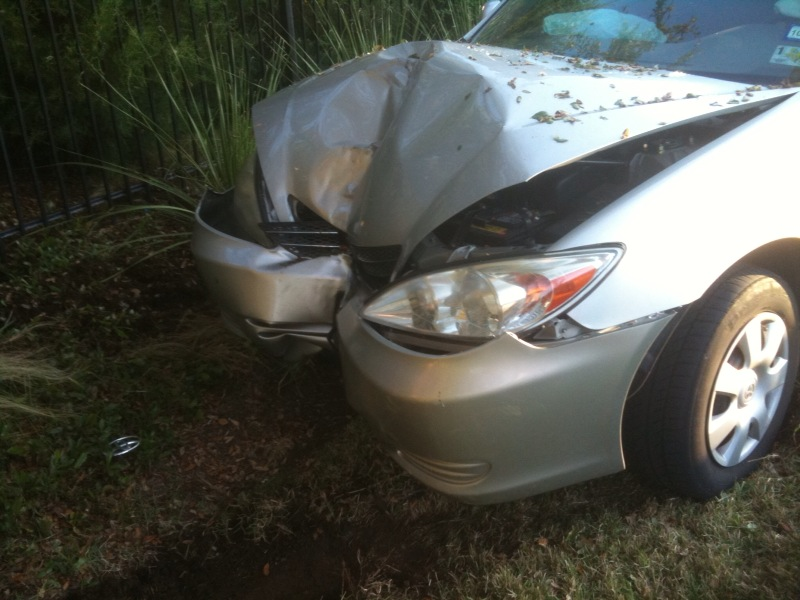
Toyota Camry після лобового зіткнення з деревом

Зони деформації працюють за принципом управління енергією удару. Основна суть цієї системи — поглинання енергії зовнішньою частиною автомобіля, за рахунок чого салон практично не деформується, а пасажири краще захищені від травм. Такий ефект досягається шляхом ослаблення зовнішньої частини кузова та зміцнення його внутрішньої частини балками підвищеної міцності, тому салон знаходиться в «зоні безпеки».
Коли автомобіль рухається з великою швидкістю, він має імпульс, зменшення якого при ударі прямо пропорційне добутку зусилля, що діє на рухомий об'єкт на час дії зусилля. Тому, чим різкіший удар (менша тривалість дії зусилля) тим більших перевантажень зазнають пасажири при ударі. Метою зони деформації є поглинання енергії руху для зниження різниці швидкостей автомобіля і його пасажирів.
Ремінь безпеки утримують пасажирів від вильоту через лобове скло, задають правильну позицію відносно подушок безпеки, а також знижують навантаження на організм. Ремені безпеки поглинають інерційну енергію пасажира, тим самим знижуючи перевантаження під час удару. Іншими словами: пасажир, який захищений і ременями безпеки і зоною деформації, має набагато більше шансів вижити або уникнути травм.
Послідовність поглинання енергії має такий вигляд: зони деформації — ремінь безпеки — подушки безпеки — м'який салон. Багаторічний досвід краш-тестів показує, автомобілі із зоною деформації при важких випробуваннях показують кращі результати, ніж автомобілі, що використовують окремо рами і шасі.